# Генрих III Белый
Генрих III Белый (пол. Henryk III Biały, 1227/1230 — 3 декабря 1266) — князь Вроцлавский в 1248—1266 гг.

## Биография
Генрих III был третьим сыном князя-принцепса Польши и князя Вроцлавского Генриха II Набожного и чешской королевны Анны, дочери короля Пржемысла Отакара I. Когда в 1241 году его отец погиб в битве под Легницей, Генрих был ещё мал и находился под опекой матери. Родительские владения унаследовал старший сын Болеслав II Рогатка.
В 1242 году умер второй сын Генриха Набожного Мешко Любушский, в результате чего Генрих стал главным наследником после Болеслава.
В 1247 году Генрих достиг совершеннолетия, но Болеслав не проявлял желания делиться с ним властью. В результате мятежа младших братьев Болеслав был пленён и принуждён сделать Генриха своим соправителем, однако вражда между братьями в итоге привела к решению разделить отцовское наследство. В 1248 году Нижняя Силезия была разделена на две части — Вроцлавское княжество и Легницкое княжество — и Болеславу, как старшему из братьев, было предложено сделать выбор. К удивлению многих, он выбрал не Вроцлав, а Легницу, ибо там в районе рек Качава и Вежбяк было обнаружено золото.

### Князь Вроцлавский
Возможно, Болеслав рассчитывал, что Генрих столкнётся с трудностями при управлении своенравным Вроцлавом, и княжество в итоге вернётся к нему, но в этом он просчитался: Генрих оказался сильным правителем, и местное дворянство сразу же почувствовало на себе его твёрдую руку.
Тем временем подрастали младшие братья Конрад и Владислав. Дополнительным пунктом соглашения 1248 года было обязательство старших братьев оказывать поддержку младшим, которые были обречены на духовную карьеру. Генриху удалось уговорить Владислава избрать духовную стезю, однако попытка Болеслава сделать то же самое в отношении Конрада провалилась: тот захотел получить себе удел. Назревал открытый конфликт между Генрихом (поддерживавшим Конрада) и Болеславом. Болеслав, чтобы получить необходимые ресурсы для ведения войны с братом, решил продать половину Любуша архиепископу Магдебургскому. К несчастью для него, Генрих тоже нашел себе союзников в лице правителей Мейсена, и Болеслав был вынужден уступить и выделить Конраду Глогувское княжество. Однако трения продолжались, а Генриха война не устраивала, и в 1253 году, когда Конрад изгнал Болеслава из Легницы, он помог старшему брату вернуть его княжество.

### Альянс с Чехией и конфликты с Великопольскими князями
В 1250—1260-х годах Генрих стал самым могущественным из князей Нижней Силезии, что привело к вовлечению его в международную политику: помимо заключения союзов с родственниками, князьями Опольским и Глогувским, он много раз навещал Прагу, где договаривался о союзе с королями Чехии Вацлавом I и Пржемыслом Отакаром II. Однако сотрудничество с Пржемысловичами не привело к ожидаемым результатам, а война между чехами и венграми за Бабенбергское наследство затронула и польские земли. Генрих остался верен союзу с чехами и разорвал договор с князьями Великой Польши, Пшемыслом I и Болеславом Набожным, и династией Арпадов. Они решили наказать Генриха, и в течение 1253-1254 годов княжество Вроцлавское неоднократно подвергалось нападению и разграблению. Все его попытки убедить великопольских князей принять сторону Пржемысловичей успехом не увенчались.

### Внутренняя политика
Во внутренней политике Генрих способствовал интенсивной немецкой колонизации Нижней Силезии, что значительно способствовало процветанию его княжества. Немецкие переселенцы основали много городов, а на острове Тумский во Вроцлаве был построен огромный замок. Генрих Белый также щедро поддерживал художников при своем дворе. 
22 июля 1260 года в Глогуве собрались все сыновья Генриха II Набожного, их мать, княгиня Анна, и епископ Томаш Вроцлавский. Причина этой встречи точно не известна, но существует предположение, что ее целью была попытка уговорить Конрада Глогувского и Болеслава Рогатку оказать поддержку военным кампаниям короля Чехии Пршемысла Отакара II. Другой причиной встречи могло стать совместное противодействие монгольской угрозе: в ноябре 1259 года монголы вторглись в Малую Польшу и опустошали ее до весны следующего года. Возможно поэтому в Глогуве обсуждался возможный союз силезских князей при участии Святого Престола против монголов. . 
В отношениях с силезской знатью Генрих жестко настаивал на прерогативе интересов Пястов, в чем его активно поддерживала церковь, так как Генрих, в свою очередь, неизменно поддерживал епископа Томаша Вроцлавского в спорах с Болеславом Рогаткой. Диктаторская политика Генриха вызывала все большее недовольство знати, вылившееся в восстание 1266 года.

### Восстание 1266 года
Предлог для восстания возник в середине 1266 года, когда вроцлавское дворянство попытались убедить Генриха Белого разделить Вроцлавское княжество с его братом, архиепископом Зальцбургским Владиславом. Сам Владислав не знал о восстании и не был заинтересован в нем, местные дворяне просто воспользовались его именем.
Польский историк Ежи Муларчик  называет двух возможных вдохновителей восстания: во-первых, Вроцлавский епископ Томаш, который успешно пользовался слабостью Генриха, укрепляя позиции церкви, но, увидев, как князь сосредоточил всю власть в своих руках и лишил дворянство привилегий, стал опасаться, что этот процесс может затронуть и положение церкви, чего он не мог допустить. 
Вторым возможным лидером мог быть Болеслав II Рогатка, который надеялся в случае раздела Вроцлавского княжества и очевидного отсутствия наследников у епископа Зальцбурга вернуть себе или своим наследникам по крайней мере треть Вроцлавского княжества (оставшиеся две трети будут сохранены за Генрихом, их братом Конрадом и их потомками) в качестве наследников Владислава. Сближение между епископом Томашем и Болеславом II подтверждалось документом, в котором князь Легницкий называл епископа Томаша своим крестным отцом ("compater noster"), что предполагало тесную связь между ними. Однако прямых доказательств ни одной из этих теорий найдено нее было. О самом восстании мало что известно, кроме того, что оно провалилось, и целостность княжества была сохранена.

### Смерть
Генрих III недолго праздновал свой успех, поскольку всего через несколько месяцев после подавления восстания он внезапно умер в возрасте всего лишь тридцати девяти лет. Как это часто бывает в таких ситуациях, вскоре пошли слухи об отравлении. Эти события нашли отражение в «Польской хронике», написанной цистерцианским монахом Энгельбертом около 1283-1285 годов. Автор предполагает, что кто-то из силезских князей мог задумать заговор против Генриха, и это предположение не является необоснованным. В последние месяцы жизни Генрих постоянно боролся с внутренней оппозицией и вполне возможно, что существовала группа людей, пострадавших после поражения восстания и решивших устранить вроцлавского князя.
Участие двух возможных лидеров восстания 1266 года, епископа Томаша и князя Болеслава II Рогатки, представляется маловероятным. Их выгоды от смерти Генриха III были невелики: Вроцлав перешел в руки несовершеннолетнего Генриха IV при регентстве архиепископа Владислава, который не  изменил решительную политику его покойного брата. На неестественную причину смерти Генриха указывает и надпись на его надгробии: Anno domini Millesimo, Nonas Decembris obiit veneno inclitus dux Wratislaviensis Henricus tertius, secundus filius secundi Henrici, A Thartaris. (В год Господень умер от отравления пятого декабря князь Генрих Третий, второй сын Генриха Второго).  
Год смерти Генриха абсолютно достоверен, что подтверждается всеми документальными и устными источниками того времени, однако существуют расхождения относительно точной даты. Принято считать этой датой 3 декабря, хотя есть источники, указывающие на 1 декабря, 5 декабря и 29 ноября. Генрих III Белый был похоронен в строящейся церкви монастыря Святой Клары во Вроцлаве.

## Семья и дети
2 июня 1252 года Генрих женился на Юдите Мазовецкой (1222/1227 – 4 декабря 1257/1263), вдове князя Мешко II Опольского и дочери князя-принцепса Польши Конрада Мазовецкого. У них было двое детей:
- Ядвига (1256—1300), которая в первый раз вышла замуж за Генриха Плейсснерландского, а во второй — за Оттона Анхальт-Ашерслебенского
- Генрих IV Пробус (1258—1290), князь Вроцлавский в 1266-1290, князь-принцепс Польши в 1288-1290

Незадолго до смерти, в 1266 году, Генрих женился на Елене Саксонской (1247-12 июня 1309), дочери герцога Саксонского Альбрехта I. Детей у них не было.